# 北巨摩郡

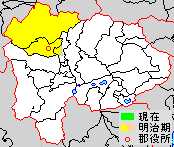
山梨県北巨摩郡の範囲

北巨摩郡（きたこまぐん）は、山梨県にあった郡。

## 郡域
1878年（明治11年）に発足した当時の郡域は、以下の区域にあたる。
- 韮崎市
- 北杜市
- 甲斐市の一部（下今井、龍地、大垈、團子新居以西）

山梨県内では公的機関の所在・管轄する地域を示す名称の一部として峡北（きょうほく）とも呼ばれる場合がある。

## 歴史

### 郡発足までの沿革
- 「旧高旧領取調帳」に記載されている、巨摩郡のうち後の当郡域の、明治初年時点での支配は以下の通り。●は村内に寺社領が、○は寺社除地[1]が存在。（111村）

| 知行   | 知行       | 村数 | 村名 |
| ------ | ---------- | ---- | --- |
| 幕府領 | 甲府代官所 | 93村 | ●岩下村、岩森村、●西井出村、●藤田村、●西岩下村、●鳥原村、●大蔵村、●大井ヶ森村、●大八田村、竜地村、●大武川村、●小尾村、●小笠原村、小田川村、大垈村、若神子新町、●上黒沢村、上笹尾村、●若神子村、●上津金村、樫山村、●上神取村、●河原部村、上今井村、●上教来石村、●片颪村、●横手村、●台ヶ原村、大坊新田、団子新居村、●塚川村、堤村、●夏秋村、●長沢村、長久保村、●中丸村、●長坂上条村、長坂下条村、●○中条村、●村山西割村、村山北割村、村山東割村、上野山村、祖母石村、●上手村、●宇津谷村、●蔵原村、●黒沢村、●谷戸村、柳沢村、柳平村、●山高村、大豆生田村、●牧原村、●五町田村、●小池村、小荒間村、●小淵沢村、●小倉村、●駒井村、●浅尾村、浅川村、●○穴平村、●穴山村、坂井村、●三之蔵村、●○箕輪村、●宮久保村、北下条村、箕輪新町、●三吹村、三ツ沢村、●南下条村、●宮脇村、菖蒲沢村、下黒沢村、●下津金村、●渋沢村、●○白井沢村、●下笹尾村、下神取村、●志田村、●下今井村、●白須村、●下教来石村、●松向村、●新奥村、●江草村、●日野村、●東向村、若尾新田、●比志村、●若尾村 |
| 幕府領 | 市川代官所 | 18村 | ●入戸野村、●折居村、●上条北割村、●上条東割村、●上円井村、●下円井村、●武田村、●青木村、下条東割村、●北宮地村、●水上村、●下条中割村、●下条南割村、●上条中割村、●鍋山村、●下条西割村、●樋口村、●上条南割村 |

- 慶応4年
  - 9月4日（1868年10月19日） - 市川代官所・甲府代官所の管轄地がそれぞれ市川県・府中県の管轄となる。
  - 10月28日（1868年12月11日） - 全域が甲斐府の管轄となる。
- 明治2年7月20日（1869年8月27日） - 甲斐府が甲府県に改称。
- 明治3年11月20日（1871年1月10日） - 甲府県が山梨県に改称。
- 明治初年 - 若神子村より境之沢村が分立。（112村）
- 明治7年（1874年）から明治8年（1875年）にかけて下記の町村の統合が行われる。カッコ内は統合時期。（44村）

- 登美村 ← 竜地村、大垈村、団子新居村、菖蒲沢村（明治8年2月）
- 塩崎村 ← 下今井村、志田村、岩森村、宇津谷村（明治8年6月）
- 穂坂村 ← 長久保村、上今井村、三ツ沢村、宮久保村、柳平村（明治8年2月）
- 更科村 ← 岩下村、上野山村（明治8年2月）
- 祖母石村 ← 祖母石村、西岩下村（明治7年）
- 駒井村 ← 駒井村、坂井村（明治7年12月）
- 下条村 ← 北下条村、南下条村（明治7年12月）
- 中田村 ← 中条村、小田川村（明治8年2月）
- 朝神村 ← 浅尾村、浅尾新田、上神取村、下神取村（明治7年10月）
- 若神子村 ← 若神子村、新沢村（明治8年9月）
- 豊田村 ← 穴平村、小倉村（明治8年）
- 穂足村 ← 大蔵村、藤田村、大豆生田村（明治7年10月）
- 増富村 ← 比志村、小尾村（明治8年1月）
- 津金村 ← 下津金村、上津金村（明治7年12月）
- 清里村 ← 浅川村、樫山村（明治8年2月）
- 安都那村 ← 箕輪村、箕輪新町、村山東割村（明治7年12月）
- 安都玉村 ← 村山北割村、堤村、長沢村（明治7年12月）
- 熱見村 ← 村山西割村、小池村、蔵原村（明治7年）
- 甲村 ← 五町田村、上黒沢村、下黒沢村（明治7年11月）
- 日野春村 ← 塚川村、渋沢村、日野村、長坂下条村、長坂上条村（明治7年）
- 秋田村 ← 夏秋村、大八田村（明治7年12月）
- 大泉村 ← 谷戸村、西井出村（明治8年）
- 小泉村 ← 小荒間村、白井沢村、大井ヶ森村（明治8年1月）
- 清春村 ← 中丸村、片颪村、松向村（明治8年2月）
- 篠尾村 ← 下笹尾村、上笹尾村（明治8年1月）
- 鳳来村 ← 大武川村、上教来石村、下教来石村、鳥原村（明治8年1月）
- 菅原村 ← 白須村、台ヶ原村（明治8年1月）
- 駒城村 ← 横手村、大坊新田村、柳沢村（明治7年11月）
- 新富村 ← 三吹村、山高村、黒沢村（明治8年2月）
- 武里村 ← 牧原村、宮脇村、新奥村（明治8年7月）
- 円野村 ← 上円井村、下円井村、入戸野村（明治7年9月）
- 清哲村 ← 折居村、青木村、樋口村、水上村（明治7年7月）
- 神山村 ← 武田村、北宮地村、鍋山村（明治7年9月）
- 旭村 ← 上条北割村、上条中割村、上条南割村（明治8年7月）
- 大草村 ← 若尾村、上条東割村、下条西割村、下条中割村（明治8年7月）
- 竜岡村 ← 若尾新田、下条東割村、下条南割村（明治8年7月）

### 郡発足後の沿革
- 明治11年（1878年）12月19日 - 郡区町村編制法の山梨県での施行により、巨摩郡のうち44村の区域をもって北巨摩郡が発足。郡役所を河原部村に設置。

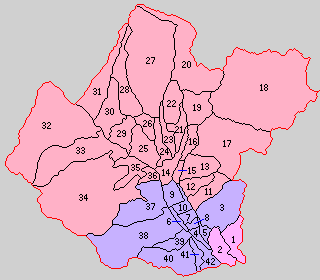
1.登美村 2.塩崎村 3.穂坂村 4.河原部村 5.更科村 6.祖母石村 7.駒井村 8.下条村 9.穴山村 10.中田村 11.小笠原村 12.上手村 13.朝神村 14.若神子村 15.穂足村 16.多麻村 17.江草村 18.増富村 19.津金村 20.清里村 21.安都那村 22.安都玉村 23.熱見村 24.甲村 25.日野春村 26.秋田村 27.大泉村 28.小泉村 29.清春村 30.篠尾村 31.小淵沢村 32.鳳来村 33.菅原村 34.駒城村 35.新富村 36.武里村 37.円野村 38.清哲村 39.神山村 40.旭村 41.大草村 42.竜岡村（紫：韮崎市 赤：北杜市 桃：甲斐市）

- 明治22年（1889年）7月1日 - 町村制の施行により、以下の町村が発足。［ ］は改めて再編された町村。（42村）
  - 登美村、塩崎村（現・甲斐市）
  - 穂坂村［穂坂村および三之蔵村の一部］、河原部村、更科村、祖母石村、駒井村、下条村、穴山村、中田村（現・韮崎市）
  - 小笠原村［小笠原村および三之蔵村の一部］、上手村、朝神村、若神子村［若神子村および豊田村のうち穴平］、穂足村、多麻村［東向村および豊田村のうち小倉］、江草村、増富村、津金村、清里村、安都那村、安都玉村、熱見村、甲村 、日野春村、秋田村、大泉村、小泉村、清春村［清春村のうち中丸・片颪］、篠尾村［篠尾村および清春村のうち松向］、小淵沢村、鳳来村、菅原村、駒城村、新富村、武里村（現・北杜市）
  - 円野村、清哲村、神山村、旭村、大草村、竜岡村（現・韮崎市）
- 明治24年（1891年）8月1日 - 郡制を施行。
- 明治25年（1892年）9月20日 - 河原部村が町制施行・改称して韮崎町となる。（1町41村）
- 大正12年（1923年）3月31日 - 郡会が廃止。郡役所は存続。
- 大正15年（1926年）6月30日 - 郡役所が廃止。以降は地域区分名称となる。
- 昭和8年（1933年）4月1日 - 新富村・武里村が合併して武川村が発足。（1町40村）
- 昭和12年（1937年）7月1日 - 更科村・祖母石村が韮崎町に編入。（1町38村）
- 昭和15年（1940年）11月10日 - 駒井村・下條村が合併して藤井村が発足。（1町37村）
- 昭和29年（1954年）
  - 3月31日 - 小淵沢村・篠尾村が合併して小淵沢町が発足。（2町35村）
  - 6月1日 - 安都玉村・安都那村・熱見村・甲村が合併して高根村が発足。（2町32村）
  - 10月10日 - 韮崎町・穂坂村・藤井村・清哲村・神山村・大草村・竜岡村・旭村・中田村・穴山村・円野村が合併して韮崎市が発足し、郡より離脱。（1町22村）
- 昭和30年（1955年）
  - 1月20日 - 日野春村・秋田村・清春村が合併して長坂町が発足。（2町19村）
  - 3月1日 - 上手村・小笠原村・朝神村が合併して明野村が発足。（2町17村）
  - 3月5日 - 塩崎村・登美村が合併して双葉町が発足。（3町15村）
  - 3月30日 - 小泉村が長坂町に編入。（3町14村）
  - 3月31日 - 若神子村・穂足村・多麻村・津金村が合併して須玉町（すだまちょう）が発足。（4町10村）
  - 7月1日（5町7村）
    - 鳳来村・菅原村および駒城村の一部（横手・大坊）・長坂町の一部（片颪）が合併して白州町が発足。
    - 駒城村の残部（柳沢）が武川村に編入。
- 昭和31年（1956年）9月30日（5町5村）
  - 清里村が高根村に編入。
  - 江草村が須玉町に編入。
- 昭和34年（1959年）4月1日 - 増富村が須玉町に編入。（5町4村）
- 昭和37年（1962年）10月1日 - 高根村が町制施行して高根町となる。（6町3村）
- 平成2年（1990年）10月5日 - 須玉町（すだまちょう）が須玉町（すたまちょう）に改称。
- 平成16年（2004年）
  - 9月1日 - 双葉町が中巨摩郡竜王町・敷島町と合併して甲斐市が発足し、郡より離脱。（5町3村）
  - 11月1日 - 須玉町・長坂町・白州町・高根町・大泉村・武川村・明野村が合併して北杜市が発足し、郡より離脱。（1町）
- 平成18年（2006年）3月15日 - 小淵沢町が北杜市に編入。同日北巨摩郡消滅。

### 変遷表
| 旧郡 | 明治22年7月1日 | 明治22年 - 大正15年             | 昭和1年 - 昭和20年          | 昭和21年 - 昭和30年          | 昭和31年 - 昭和63年          | 昭和31年 - 昭和63年          | 平成1年 - 現在               | 現在   |
| ---- | -------------- | ------------------------------- | --------------------------- | ---------------------------- | ---------------------------- | ---------------------------- | ---------------------------- | ------ |
|      | 河原部村       | 明治25年9月20日 町制改称 韮崎町 | 韮崎町                      | 昭和29年10月10日 韮崎市      | 韮崎市                       | 韮崎市                       | 韮崎市                       | 韮崎市 |
|      | 更科村         | 更科村                          | 昭和12年7月1日 韮崎町に編入 | 昭和29年10月10日 韮崎市      | 韮崎市                       | 韮崎市                       | 韮崎市                       | 韮崎市 |
|      | 祖母石村       | 祖母石村                        | 昭和12年7月1日 韮崎町に編入 | 昭和29年10月10日 韮崎市      | 韮崎市                       | 韮崎市                       | 韮崎市                       | 韮崎市 |
|      | 穂坂村         | 穂坂村                          | 穂坂村                      | 昭和29年10月10日 韮崎市      | 韮崎市                       | 韮崎市                       | 韮崎市                       | 韮崎市 |
|      | 駒井村         | 駒井村                          | 昭和15年11月10日 藤井村     | 昭和29年10月10日 韮崎市      | 韮崎市                       | 韮崎市                       | 韮崎市                       | 韮崎市 |
|      | 下條村         | 下條村                          | 昭和15年11月10日 藤井村     | 昭和29年10月10日 韮崎市      | 韮崎市                       | 韮崎市                       | 韮崎市                       | 韮崎市 |
|      | 清哲村         | 清哲村                          | 清哲村                      | 昭和29年10月10日 韮崎市      | 韮崎市                       | 韮崎市                       | 韮崎市                       | 韮崎市 |
|      | 神山村         | 神山村                          | 神山村                      | 昭和29年10月10日 韮崎市      | 韮崎市                       | 韮崎市                       | 韮崎市                       | 韮崎市 |
|      | 大草村         | 大草村                          | 大草村                      | 昭和29年10月10日 韮崎市      | 韮崎市                       | 韮崎市                       | 韮崎市                       | 韮崎市 |
|      | 竜岡村         | 竜岡村                          | 竜岡村                      | 昭和29年10月10日 韮崎市      | 韮崎市                       | 韮崎市                       | 韮崎市                       | 韮崎市 |
|      | 旭村           | 旭村                            | 旭村                        | 昭和29年10月10日 韮崎市      | 韮崎市                       | 韮崎市                       | 韮崎市                       | 韮崎市 |
|      | 中田村         | 中田村                          | 中田村                      | 昭和29年10月10日 韮崎市      | 韮崎市                       | 韮崎市                       | 韮崎市                       | 韮崎市 |
|      | 穴山村         | 穴山村                          | 穴山村                      | 昭和29年10月10日 韮崎市      | 韮崎市                       | 韮崎市                       | 韮崎市                       | 韮崎市 |
|      | 円野村         | 円野村                          | 円野村                      | 昭和29年10月10日 韮崎市      | 韮崎市                       | 韮崎市                       | 韮崎市                       | 韮崎市 |
|      | 日野春村       | 日野春村                        | 日野春村                    | 昭和30年1月20日 長坂町       | 長坂町                       | 長坂町                       | 平成16年11月1日 北杜市       | 北杜市 |
|      | 秋田村         | 秋田村                          | 秋田村                      | 昭和30年1月20日 長坂町       | 長坂町                       | 長坂町                       | 平成16年11月1日 北杜市       | 北杜市 |
|      | 清春村         | 清春村                          | 清春村                      | 昭和30年1月20日 長坂町       | 長坂町                       | 長坂町                       | 平成16年11月1日 北杜市       | 北杜市 |
|      | 小泉村         | 小泉村                          | 小泉村                      | 昭和30年3月30日 長坂町に編入 | 長坂町                       | 長坂町                       | 平成16年11月1日 北杜市       | 北杜市 |
|      | 菅原村         | 菅原村                          | 菅原村                      | 昭和30年7月1日 白州町        | 白州町                       | 白州町                       | 平成16年11月1日 北杜市       | 北杜市 |
|      | 鳳来村         | 鳳来村                          | 鳳来村                      | 昭和30年7月1日 白州町        | 白州町                       | 白州町                       | 平成16年11月1日 北杜市       | 北杜市 |
|      | 駒城村         | 駒城村                          | 駒城村                      | 昭和30年7月1日 白州町        | 白州町                       | 白州町                       | 平成16年11月1日 北杜市       | 北杜市 |
|      | 駒城村         | 駒城村                          | 駒城村                      | 昭和30年7月1日 武川村に編入  | 武川村                       | 武川村                       | 平成16年11月1日 北杜市       | 北杜市 |
|      | 新富村         | 新富村                          | 昭和8年4月1日 武川村        | 武川村                       | 武川村                       | 武川村                       | 平成16年11月1日 北杜市       | 北杜市 |
|      | 武里村         | 武里村                          | 昭和8年4月1日 武川村        | 武川村                       | 武川村                       | 武川村                       | 平成16年11月1日 北杜市       | 北杜市 |
|      | 若神子村       | 若神子村                        | 若神子村                    | 昭和30年3月31日 須玉町       | 須玉町                       | 須玉町                       | 平成16年11月1日 北杜市       | 北杜市 |
|      | 穂足村         | 穂足村                          | 穂足村                      | 昭和30年3月31日 須玉町       | 須玉町                       | 須玉町                       | 平成16年11月1日 北杜市       | 北杜市 |
|      | 多麻村         | 多麻村                          | 多麻村                      | 昭和30年3月31日 須玉町       | 須玉町                       | 須玉町                       | 平成16年11月1日 北杜市       | 北杜市 |
|      | 津金村         | 津金村                          | 津金村                      | 昭和30年3月31日 須玉町       | 須玉町                       | 須玉町                       | 平成16年11月1日 北杜市       | 北杜市 |
|      | 江草村         | 江草村                          | 江草村                      | 江草村                       | 昭和31年9月30日 須玉町に編入 | 昭和31年9月30日 須玉町に編入 | 平成16年11月1日 北杜市       | 北杜市 |
|      | 増富村         | 増富村                          | 増富村                      | 増富村                       | 昭和34年4月1日 須玉町に編入  | 昭和34年4月1日 須玉町に編入  | 平成16年11月1日 北杜市       | 北杜市 |
|      | 安都玉村       | 安都玉村                        | 安都玉村                    | 昭和29年6月1日 高根村        | 高根村                       | 昭和37年10月1日 町制         | 平成16年11月1日 北杜市       | 北杜市 |
|      | 安都那村       | 安都那村                        | 安都那村                    | 昭和29年6月1日 高根村        | 高根村                       | 昭和37年10月1日 町制         | 平成16年11月1日 北杜市       | 北杜市 |
|      | 熱見村         | 熱見村                          | 熱見村                      | 昭和29年6月1日 高根村        | 高根村                       | 昭和37年10月1日 町制         | 平成16年11月1日 北杜市       | 北杜市 |
|      | 甲村           | 甲村                            | 甲村                        | 昭和29年6月1日 高根村        | 高根村                       | 昭和37年10月1日 町制         | 平成16年11月1日 北杜市       | 北杜市 |
|      | 清里村         | 清里村                          | 清里村                      | 清里村                       | 昭和31年9月30日 高根村に編入 | 昭和37年10月1日 町制         | 平成16年11月1日 北杜市       | 北杜市 |
|      | 上手村         | 上手村                          | 上手村                      | 昭和30年3月1日 明野村        | 明野村                       | 明野村                       | 平成16年11月1日 北杜市       | 北杜市 |
|      | 小笠原村       | 小笠原村                        | 小笠原村                    | 昭和30年3月1日 明野村        | 明野村                       | 明野村                       | 平成16年11月1日 北杜市       | 北杜市 |
|      | 朝神村         | 朝神村                          | 朝神村                      | 昭和30年3月1日 明野村        | 明野村                       | 明野村                       | 平成16年11月1日 北杜市       | 北杜市 |
|      | 大泉村         | 大泉村                          | 大泉村                      | 大泉村                       | 大泉村                       | 大泉村                       | 平成16年11月1日 北杜市       | 北杜市 |
|      | 小淵沢村       | 小淵沢村                        | 小淵沢村                    | 昭和29年3月31日 小淵沢町     | 小淵沢町                     | 小淵沢町                     | 平成18年3月15日 北杜市に編入 | 北杜市 |
|      | 篠尾村         | 篠尾村                          | 篠尾村                      | 昭和29年3月31日 小淵沢町     | 小淵沢町                     | 小淵沢町                     | 平成18年3月15日 北杜市に編入 | 北杜市 |
|      | 塩崎村         | 塩崎村                          | 塩崎村                      | 昭和30年3月5日 双葉町        | 双葉町                       | 双葉町                       | 平成16年9月1日 甲斐市の一部  | 甲斐市 |
|      | 登美村         | 登美村                          | 登美村                      | 昭和30年3月5日 双葉町        | 双葉町                       | 双葉町                       | 平成16年9月1日 甲斐市の一部  | 甲斐市 |

## 行政
歴代郡長
| 代 | 氏名 | 就任年月日                 | 退任年月日                | 備考                   |
| -- | ---- | -------------------------- | ------------------------- | ---------------------- |
| 1  |      | 明治11年（1878年）12月19日 |                           |                        |
|    |      |                            | 大正15年（1926年）6月30日 | 郡役所廃止により、廃官 |